# Bronowice (Kraków)
Bronowice là một trong 18 quận của Kraków, nằm ở phía tây của thành phố. Cái tên Bronowice xuất phát từ một ngôi làng cùng tên mà bây giờ là một phần của huyện.
Theo Tổng cục Thống kê Trung ương dữ liệu, diện tích của huyện là 9,56 kilômét vuông (3,69 dặm vuông Anh) và 23 465 người sinh sống ở Bronowice.

## Phân khu của Bronowice
Phế quản được chia thành các phân khu nhỏ hơn (osiedles). Đây là danh sách của họ.
- Mydlniki
- Bronowice Małe
- Phế quản Małe Wschód
- Osiedle Bronowice Nowe
- Osiedle Widok Zarzecze